# Robert Lowth

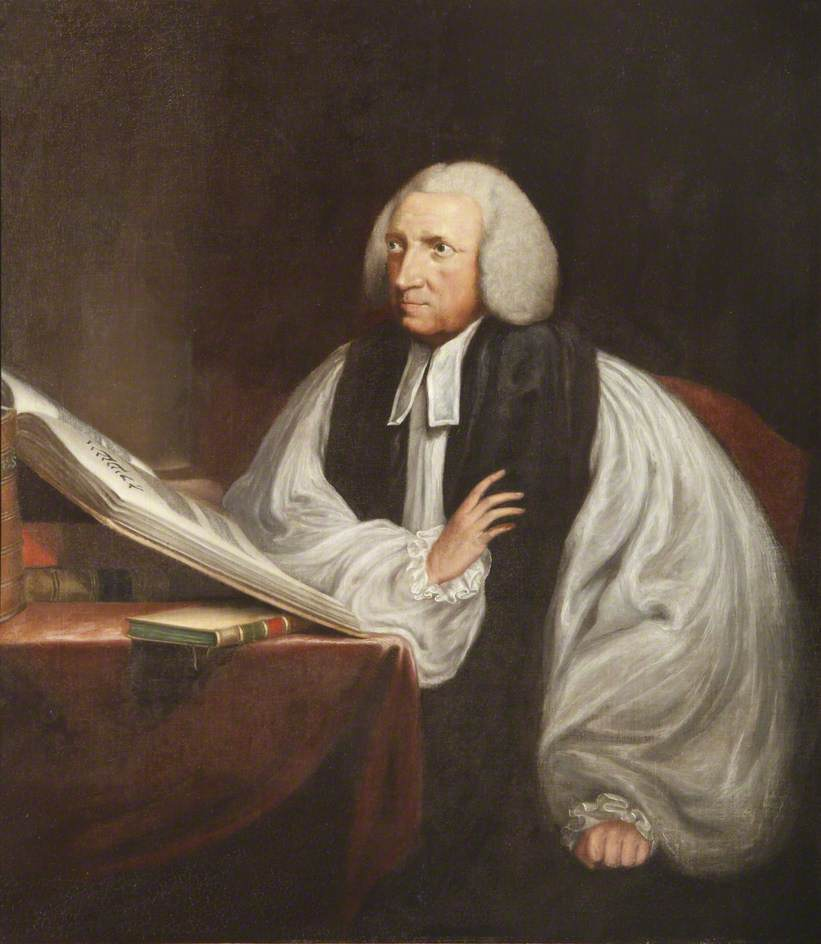
Robert Lowth (John Keyse Sherwin, 1777, National Portrait Gallery)

Robert Lowth ([laʊð]; * 27. November 1710 in Winchester; † 3. November 1787 in London) war ein britischer Bischof der Church of England, Professor für Dichtkunst und Bibelwissenschaftler.

## Leben
Robert Lowth war der zweite Sohn von William Lowth und Margaret Pitt. Sein Vater war ein bekannter Theologe seiner Zeit. Durch Kritiker wie Anthony Collins und Jean Leclerc war die traditionelle Bibelhermeneutik in Frage gestellt worden. William Lowth nahm in dieser Diskussion eine konservative Position ein. Er schrieb 1692 eine Verteidigung der göttlichen Urheberschaft der Bibel (Vindication of the Divine Authority of the Old and New Testaments). 1696 wurde er Kaplan des Bischofs von Winchester und schrieb kurz darauf eine Anleitung zum richtigen Lesen der Bibel (Direction for the Profitable Reading of the Holy Scriptures), ein Werk, das mehrmals nachgedruckt wurde.
Der Sohn Robert besuchte 1721 bis 1729 das Winchester College. Bereits als Jugendlicher schrieb er religiöse Gedichte, sein erstes (On a Thunder Storm by Night) verfasste er im Alter von 14 Jahren. Am 26. März 1729 immatrikulierte er sich im St. John’s College in Oxford, wurde im folgenden Jahr aber als Student ins New College aufgenommen. Dort erwarb er den Grad des Bachelor 1733 und des Master 1737, daraufhin wurde er Fellow des New College. Während seiner Zeit in Oxford wuchs Lowths Ruf als neulateinischer Dichter. Zwar waren seine Gedichte konventionell, erregten aber doch das Interesse von Christopher Pitt und Joseph Spence. Lowth leistete einen bedeutenderen Beitrag als Literaturkritiker denn als Dichter. 
1741 trat Lowth eine Professur für Dichtkunst in Oxford an. Zehn Jahre hatte er diesen Lehrstuhl inne und hielt in dieser Zeit 34 Vorlesungen über die hebräische Dichtkunst, die seinen Ruhm begründeten. Ende 1741 wurde Lowth zum Diakon und ein Jahr später zum Priester geweiht. Bischof Benjamin Hoadly betraute ihn 1744 mit der Pfarrstelle von Ovington (Hampshire) und machte ihn 1750 zum Erzdiakon von Winchester. Er erhielt die Pfarre East Woodhay 1753 als weitere Pfründe. Im März 1748 reiste Lowth mit der Gesandtschaft von Henry Bilson-Legge nach Berlin und stellte gegenüber Friedrich II. dar, welches die bedeutendsten englischen Dichter seien. Kurz nach seiner Rückkehr begab er sich wieder auf Reisen. Gemeinsam mit George und Frederick Cavendish, den Söhnen des Duke of Devonshire, besuchte er Frankreich und Italien. 
Am 18. Juli 1754 verlieh die Universität Oxford Lowth den Titel eines Doktors der Theologie. Nachdem er Kaplan bei William Cavendish, Lord Lieutenant of Ireland, gewesen war, erhielt Lowth durch dessen Vermittlung eine Pfründe in Durham und am 18. August 1757 die Stelle eines Hofkaplans. 1765 trat er sowohl der Royal Society in London als auch jener in Göttingen bei. Am 15. Juni 1766 wurde Robert Lowth zum Bischof von St David’s geweiht, aber schon im Oktober wurde ihm der Bischofsstuhl von Oxford übertragen, ab dem 12. April 1777 war er Bischof von London. Er erhielt den Titel des Dean of the Chapel Royal und hatte mehrere andere Ämter inne. Frederick Cornwallis, der Erzbischof von Canterbury, starb 1783, und man trug Lowth an, dessen Nachfolger zu werden, er lehnte aber ab. 

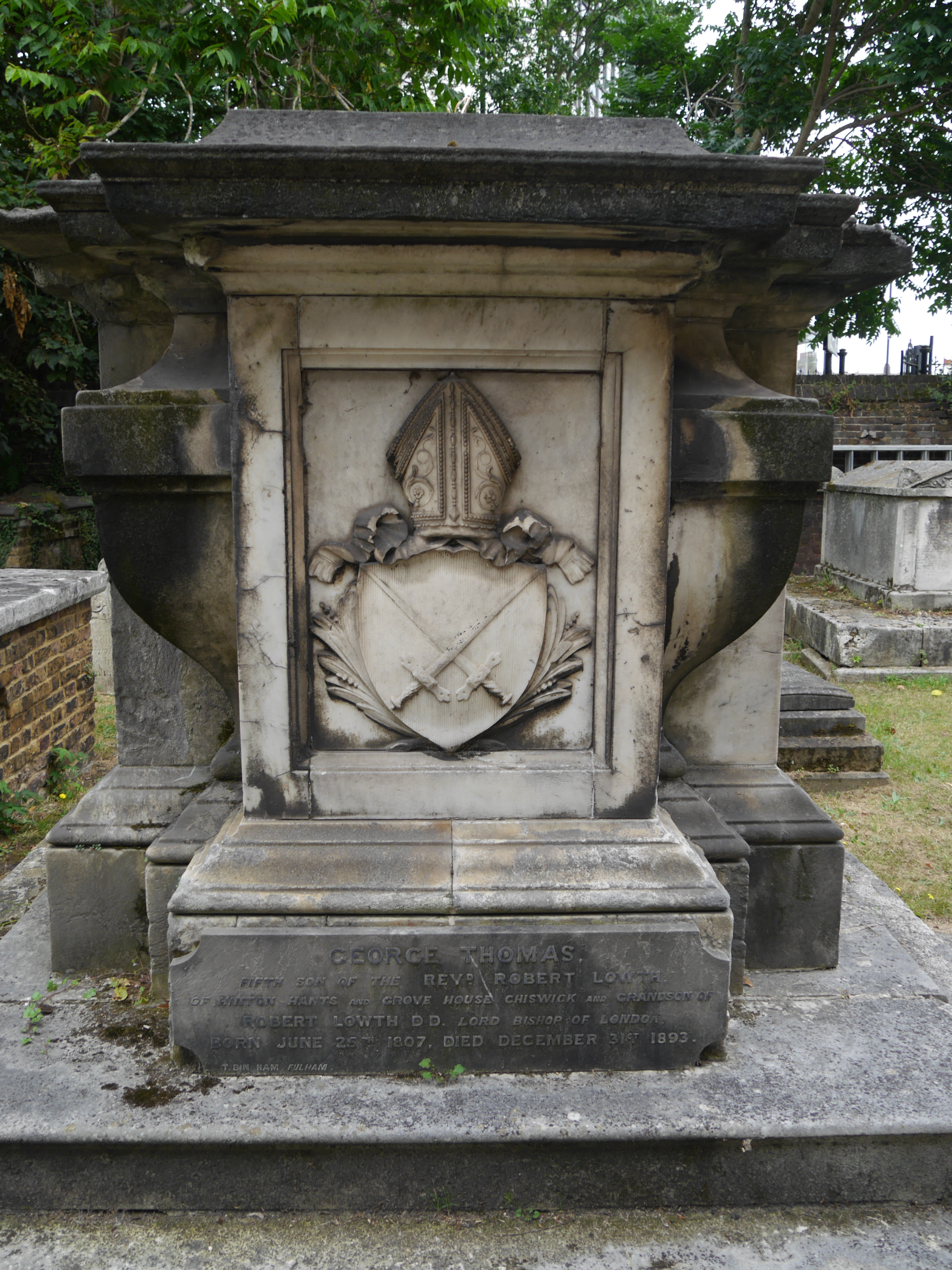
Grabmal von Robert Lowth (All Saints, Fulham)

Als Bischof war Lowth in Verwaltungs- und juristischen Fragen erfolgreich und galt auch als guter Prediger – zumindest in der Hinsicht, dass er aktuelle Probleme anging. Beispielsweise predigte er darüber, dass afrikanische Sklaven Unterricht in der christlichen Religion erhalten sollten. Er förderte Benjamin Kennicotts Sammlung hebräischer Manuskripte und Robert Holmes’ Septuaginta-Studien. 
In seinen letzten Lebensjahren hatte Lowth Gesundheitsprobleme und musste das Reisen aufgeben. Er starb am 3. November 1787 wahrscheinlich an den Folgen eines Schlaganfalls. Sein Grab befindet sich auf dem Friedhof der All Saints Church (Fulham).

## Werk
In seiner Vorlesungsreihe De sacra poesi Hebraeorum an der Universität Oxford verteidigte Lowth im Rahmen der Lectures of Poetry den Stil der Bibel gegen den Vorwurf des Obskurantismus, indem er darlegte, dieser besitze sowohl Klarheit (perspicuitas) als auch Erhabenheit (sublimitas) im höchsten Maße. Außerdem schrieb er der biblischen Dichtung eine besondere Ursprünglichkeit zu, im Gegensatz zu der „gekünstelten“ griechischen Dichtung. Damit baute Lowth einen „Gegensatz zwischen hebräischer natura und paganer ars auf.“ Dass das Bibelhebräische reich an Metaphern ist, wird zum Ausweis seiner Naturnähe, denn gemäß zeitgenössischen Sprachtheorien sind Metaphern eine Folge davon, dass abstrakte Begriffe in der betreffenden Sprache nicht zur Verfügung stehen. Lowth sah das positiv, da die biblische Dichtung die inneren Emotionen somit unverfälscht zum Ausdruck bringe, was ihr eine besondere Kraft verleihe. Im zeitgenössischen angelsächsischen Diskurs wurden wirkungspsychologische Aspekte höher bewertet als textästhetische – das machte sich Lowth hier zunutze.
Lowth gilt als Entdecker des Parallelismus membrorum, eine für die hebräische Dichtung grundlegende Konvention. Er beschreibt sie so: 

“When a proposition is delivered, a second is subjoined to it, or drawn under it, equivalent, or contrasted with it, in Sense, or similar to it in the form of Grammatical Construction; these I call parallel Lines; and the words, or phrases, answering one to another, in corresponding Lines, Parallel terms.”

Nachdem Lowth das Thema schon bei seinen Vorlesungen über die hebräische Dichtkunst angesprochen hatte, erschien der Gedanke ausgeführt dann in seinem Jesajakommentar. Zu Lowths Zeit war bereits erkannt, dass ein Teil des Alten Testaments Poesie war. Lowth stellte die Frage, wie sich Poesie und Prophetie zueinander verhalten, und nahm sich vor, zu beweisen, dass der prophetische und der poetische Stil, so unterschiedlich sie erscheinen mögen, tatsächlich ein und dasselbe seien. Um ein klares Verständnis von hebräischer Poesie zu entwickeln, untersuchte Lowth zunächst die akrostichischen (nach dem Alphabet geordneten) Psalmen (Abecedarius). Er stellte ein Gleichmaß der Verse und Halbverse fest, während Rhythmus und Metrum fehlen. Lowth war wie andere Zeitgenossen überzeugt, dass das Bibelhebräische eine „tote“ Sprache sei, dessen Aussprache für immer unbekannt bleibe. Das Gleichmaß, das die hebräischen poetischen Texte von der hebräischen Prosa unterscheidet, nannte er Parallelismus. Er unterschied synonymen und antithetischen Parallelismus, und wenn der zweite Halbvers keine Art von Parallelität zeigte, sondern eine gedankliche Weiterführung des ersten Halbverses darstellte, nannte Lowth dieses Phänomen „synthetischen Parallelismus“. Johann Benjamin Koppe übersetzte Lowths Jesajakommentar 1779–1781 ins Deutsche.
Lowths Praelectiones de sacra poesi Hebraeorum wurden besonders in Deutschland (Johann David Michaelis) und Frankreich positiv aufgenommen, während sein Ruf in England durch seine Kritik an den Thesen Bischof Francis Hares zur hebräischen Metrik litt – was Lowth veranlasste, seine Kritik noch schärfer zu formulieren. Eine langjährige wissenschaftliche Kontroverse trug Lowth mit William Warburton aus.
Lowths Einführung in die englische Grammatik, 1762 veröffentlicht, erlebte zahlreiche Auflagen in England und Amerika. Christian Heinrich Reichel übersetzte sie ins Deutsche (1790).

## Familie
Am 26. Dezember 1752 heiratete Robert Lowth Mary, die Tochter und Erbin von Laurence Jackson, die ein beträchtliches Vermögen in die Ehe einbrachte. Von zwei Söhnen und fünf Töchtern des Paares überlebten nur die Tochter Martha und der Sohn Robert ihren Vater. 

## Veröffentlichungen (Auswahl)
- Praelectiones de sacra poesi Hebraeorum, 1753.
- A Short Introduction to English Grammar, 1762.
- Isaiah. A New Translation; with a Preliminary Dissertation, and Notes Critical, Philological, and Explanatory,1778.
- The Prophets, 1834  Vol.1-5 in one book 2000p.